# Junglist
Junglist é um termo de origem jamaicana que tinha intrínsica relação com a gíria jungle, que quer dizer selva. Era usada para caracterizar os locais onde a vida não era fácil, com muita violência e também muito perigosa, como os guetos e favelas. Nas junglists a única lei era a lei da selva.
Atualmente o termo junglist diz respeito a qualquer indivíduo que tenha apreço/gosto por drum'n'bass: produtores, DJs e fãs em geral.